# Irigy kutya
Az Irigy kutya (eredeti cím: Envy) 2004-ben bemutatott amerikai filmvígjáték, melyet Barry Levinson rendezett. A főszerepet Ben Stiller és Jack Black alakítja.
A film 2004. április 30-án jelent meg.

## Cselekmény
Tim Dingman (Ben Stiller) és Nick Vanderpark (Jack Black)  szomszédok és barátok, és ugyanabban a csiszolópapírgyárban dolgoznak. A feleségeik is jól kijönnek egymással. Tim arra koncentrál, amit csinál, míg Nick egy „álmodozó”, aki mindig különböző ötleteken gondolkodik, hogyan lehetne javítani a mindennapi életet. Egy nap mindketten megfigyelnek egy kutyát, amely az utcán ürít, ami arra készteti Nicket, hogy előálljon egy olyan anyaggal, amely képes eltüntetni az ürüléket, elkerülve a takarítással járó munkát. Nick Vanderpark kifejleszt egy spray-t, a „Vapoorizer”-t, amely eltünteti a kutyák ürülékét, és hamarosan milliomossá válik a hatalmas eladási sikernek köszönhetően. Nick egy luxusvillát épít magának közvetlenül Tim háza előtt, aki most már rosszul érzi magát, amiért nem fogadta el, hogy a társa legyen, és akinek az irigysége napról napra nő. Dingman annyira féltékeny lesz, hogy nem tud koncentrálni a munkában, és szidja a főnökét. Ennek eredményeképpen kirúgják.
Tim később részegen véletlenül megöli Nick lovát (akit Corkynak hívnak) egy nyílvesszővel, amit a kertjében temet el.
Nick Vanderpark 50.000 dolláros jutalmat ajánl fel a lova megtalálásáért.
J-Man (Christopher Walken), akivel egy bárban találkozik, azt mondja neki, hogy még aznap este kiviszi a lovat, hogy begyűjtse a Nick által kitűzött jutalmat, és amíg ő ezt megteszi, a családját elviheti az erdei tónál lévő „kunyhójába”, hogy alibijük legyen. Dingman és J-Man azt tervezik, hogy kiássák a lovat, és eltüntetik a városon kívül. J-Man valahol a csöves és a szervezőzseni között elhelyezkedő fickó, aki a film során bizarr helyzetekbe kerül.
Aznap este J-Man felhívja Timet, hogy gond van azzal, hogy megpróbálja kiásni a földből az állatot. Amikor megérkezik, Nick is felkeresi, akinek máris gondjai vannak a feleségével (aki szenátornak indul), mert az emberek azt kérdezik tőle, hogy hova megy a fekália a „Vapoorizer” alkalmazása után, ami vitákhoz vezet közöttük. Tim ráveszi Nicket, hogy ne törődjön a kinti zajokkal, és J-Man közben befejezi a munkát.
Útközben, amikor a lótetemet elszállítják, hogy valahol leadják, az leesik a teherautóról, és eltűnik.
Tim visszatér a családjához, amikor hajnalodik, és ők semmit sem sejtenek. Ugyanezen a napon Nick azt javasolja, hogy legyenek partnerek egy üzleti úton, amin bemutatják a terméket Rómában, és Tim elfogadja. Ottlétük alatt kezd elbizonytalanodni, amíg nem kap hívást J-Man-től, aki elárulva érzi magát, amikor megtudja, hogy Tim milliomos lett, hiszen ő egy modern-kori Robin Hood-nak látta őt. J-Man megpróbálja megzsarolni Tim-et, azt mondja neki, hogy ha nem ad neki egy bizonyos összeget, akkor beszél Nicknek a lováról.
Hazatérve J-Man újra beszél vele, és arra kéri, hogy jobban tegye őt a társává. Tim elmondja a feleségének (Rachel Weisz), hogy mi történt, és úgy dönt, hogy vacsora közben elmondja az igazat barátjának, ami nagyon nehezére esik, hiszen jó alkalom sosem adódik. Tim mindent elmond Nicknek, ami történt, aki megbocsát neki, és barátok maradnak.
Vanderpark feleségének kampányán tartott másnapi gyűlésen Corky, a döglött ló tetemét sodorja a folyó az állomás mellett. A lovat az állatkórházba viszik boncolásra. A boncolás után kiderül, hogy nem Tim ölte meg a nyílvesszővel, hanem a „Vapoorizer” tette, a nagy mennyiségű, egészségre káros tartalma következményeként. Ennek a felfedezésnek köszönhetően a terméket kivonják a forgalomból,  Tim és Nick a csőd szélére sodródik, és mindkét barátnak el kell árvereztetnie az ingatlanját. Az árverés közepén Timnek támad egy ötlete: pudingot kell tölteni egy tubusba, hogy könnyen fogyasztható legyen. Így a két barát újra üzleti partnerekké válik, és piacra dobják az új terméket.

## Szereplők
| Szerep             | Színész            | Magyar hang         |
| ------------------ | ------------------ | ------------------- |
| Tim Dingman        | Ben Stiller        | Lippai László       |
| Nick Vanderpark    | Jack Black         | Kálloy Molnár Péter |
| Debbie Dingman     | Rachel Weisz       | Kéri Kitty          |
| Natalie Vanderpark | Amy Poehler        | Farkasinszky Edit   |
| J-Man Goddard      | Christopher Walken | Seress Zoltán       |

## Fordítás
- Ez a szócikk részben vagy egészben  az   Envy (2004 film) című angol Wikipédia-szócikk fordításán alapul.  Az eredeti cikk szerkesztőit annak laptörténete sorolja fel. Ez a jelzés csupán a megfogalmazás eredetét és a szerzői jogokat jelzi, nem szolgál a cikkben szereplő információk forrásmegjelöléseként.